# Giuseppe Peroni
Giuseppe Peroni (6 de mayo de 1700-22 de septiembre de 1776) fue un pintor italiano del período barroco.

## Biografía
Nació y murió en Parma, donde se dice que estudió con Ilario Spolverini.  Luego se mudó a Bolonia y asistió a la Accademia Clementina, donde habría trabajado con los maestros Ercole Lelli, Felice Torelli y Donato Creti, y luego se mudó a Roma para trabajar con Agostino Masucci.  Pintó en el estilo preeminente de su tiempo, a la manera de Carlo Maratta.  En Roma, en 1738, Giuseppe obtuvo un primer premio con la pintura presentada a una exposición en la Accademia di San Luca.  También se convirtió en sacerdote en 1744.  Al regresar a Parma, comenzó a enseñar en la Academia de Bellas Artes local (fundada en 1757) y pintó sobre todo retablos para iglesias. 
Pintó un San Camillo de Lellis para la iglesia de Santa Maria della Visitazione (Chiesa della Madonnina) en Ferrara.  Pintó un matrimonio de la Virgen para la catedral de Santa Maria del Popolo en Pontremoli. En Parma, pintó frescos para la iglesia de San Vitale, un San Juan Bautista para la iglesia, que ya no existe, de Santa Cecilia, un lienzo de San Francisco de Sales para la iglesia de San Giuseppe y un martirio de San Bartolomé para la iglesia de San Bartolomé.  También pintó frescos en el castillo de Saboya de Casotto en Garessio. También pintó para iglesias en Turín . 
En Parma, sus alumnos incluyeron a Domenico Muzzi y Gaetano Callani . 